# Cerapachys annosus
Cerapachys annosus är en myrart som först beskrevs av Wheeler 1915.  Cerapachys annosus ingår i släktet Cerapachys och familjen myror. Inga underarter finns listade.